# Vila Karla Struppla
Vila Karla Struppla je rodinný dům, který stojí v Praze 5-Hlubočepích ve vilové čtvrti Barrandov ve svahu mezi ulicemi Barrandovská a Skalní.

## Historie
Vilu pro ředitelského radu Zemské banky Karla Struppla postavenou roku 1932 navrhl architekt Vladimír Grégr.

## Popis
Vila je postavena v horní části pozemku při ulici Skalní, ze které vede k domu druhý vchod. Romantický dům v podobě haciendy je obdélný, s drsnou škrábanou omítkou a krytý nízkou zvalbenou střechou s prejzy. Střechou procházejí originální stylové komíny.
Zahradní fasáda vily směřuje k ulici Barrandovská a do údolí Vltavy. Charakterizuje ji značný přesah střechy, který v levé části domu kryje velkou terasu na subtilních kovových sloupkách. Na terasu vede až k podlaze prosklené velké okno. Zaoblené sklo u vstupu na terasu prochází z horního podlaží až do podlaží spodního. Rustikální výraz stavbě dává tmavé nebarvené dřevo a podezdívka z hrubě opracovaného kamene.